# Kraków – Ocean wolnego czasu
Kraków – Ocean wolnego czasu – singiel zespołu Maanam wydany w styczniu 2004 roku, promujący jedenasty album studyjny Znaki szczególne. Utwór znalazł się na pierwszym miejscu Listy przebojów Programu Trzeciego, gdzie spędził 18 tygodni. Do utworu powstał teledysk.

## Lista utworów
1. „Kraków (Ocean wolnego czasu)” – 4:01

## Twórcy
- Kora – śpiew
- Marek Jackowski – gitary
- Janusz „Yanina” Iwański – gitary
- Bogdan Wawrzynowicz – gitara basowa
- Jose Manolo Alban Juarez – perkusja
- Cezary Kaźmierczak – instrumenty klawiszowe, Hammond, samplery